# Карпов, Владимир Иванович
Владимир Иванович Карпов (род. 3 октября 1986, Москва) — российский хоккеист, нападающий.

## Биография
Воспитанник московского «Динамо», как и старший брат Сергей. Начинал играть в команде первой лиги «Динамо-2» Москва в сезоне 2002/03. В сезоне 2004/05 дебютировал в «Динамо», проведя два матча, отдавался в аренду в «Салават Юлаев», где играл брат. После начала следующего стал играть за фарм-клуб «Капитан» Ступино. С сезона 2007/08 — в чеховском «Витязе», в составе которого провёл два сезона в КХЛ. В сезоне 2009/10 перешёл в «Газовик» Тюмень, который со следующего сезона стал выступать в ВХЛ под названием «Рубин». Сезон 2012/13 отыграл в «Торосе», ближе к концу сезона сломал кисть и пропустил весь плей-офф. Провёл неудачный сезон 2013/14 в командах ВХЛ «Спутник» Нижний Тагил и ТХК. Сезон 2014/15 начал в «Южном Урале», но вскоре перешёл в «Рязань». Перед сезоном 2019/20 был назначен капитаном команды. По окончании сезона 2021/22 завершил карьеру.
Чемпион ВХЛ и обладатель Кубка Братины (2011). Второй призёр ВХЛ и финалист Кубка Братины (2012).